# Wahlkreis Main-Kinzig III
Der Wahlkreis Main-Kinzig III (Wahlkreis 42) ist einer von drei Landtagswahlkreisen im hessischen Main-Kinzig-Kreis. Er umfasst die Städte und Gemeinden Bad Orb, Bad Soden-Salmünster, Biebergemünd, Birstein, Brachttal, Flörsbachtal, Gelnhausen, Jossgrund, Linsengericht, Schlüchtern, Sinntal, Steinau an der Straße, Wächtersbach und den Gutsbezirk Spessart im Osten des Kreises.
Wahlberechtigt waren bei der letzten Landtagswahl 100.330 der rund 132.000 Einwohner des Wahlkreises. Der Wahlkreis gilt als CDU-Hochburg.

## Wahl 2023
| Landtagswahl in Hessen 2023 – WK Main-Kinzig IIIZweitstimmen %403020100 36,5 %25,5 %12,7 %10,5 %4,4 %4,1 %1,8 %1,6 %2,9 % CDUAfDSPDGrüneFWFDPLinkeTierschutzSonst.Gewinne und Verlusteim Vergleich zu 2018 %p 10 8 6 4 2 0 −2 −4 −6+8,5 %p+7,9 %p−5,5 %p−5,8 %p+0,1 %p−2,7 %p−2,8 %p+0,5 %p−0,1 %pCDUAfDSPDGrüneFWFDPLinkeTierschutzSonst. |

| Gegenstand der Nachweisung | Gegenstand der Nachweisung | Erst- stimmen | Erst- stimmen | Zweit- stimmen | Zweit- stimmen |
| Bewerber                   | Partei                     | Anzahl        | %             | Anzahl         | %              |
| -------------------------- | -------------------------- | ------------- | ------------- | -------------- | -------------- |
| Wahlberechtigte            | Wahlberechtigte            | 88.407        | 88.407        | 88.407         | 88.407         |
| Wähler                     | Wähler                     | 60.652        | 60.652        | 60.652         | 68,6           |
| Ungültige Stimmen          | Ungültige Stimmen          | 1.160         | 1,9           | 980            | 1,6            |
| Gültige Stimmen            | Gültige Stimmen            | 59.492        | 98,1          | 59.672         | 98,4           |
| davon                      |                            |               |               |                |                |
| Michael Reul               | CDU                        | 21.791        | 36,6          | 21.752         | 36,5           |
| Günther Koch               | GRÜNE                      | 5.853         | 9,8           | 6.280          | 10,5           |
| Rainer Schreiber           | SPD                        | 10.225        | 17,2          | 7.605          | 12,7           |
| Jürgen Mohn                | AfD                        | 14.701        | 24,7          | 15.203         | 25,5           |
| Michael Otten              | FDP                        | 2.398         | 4,0           | 2.424          | 4,1            |
| Helge Fitz                 | Die Linke                  | 1.260         | 2,1           | 1.069          | 1,8            |
| Bünyamin Colak             | Freie Wähler               | 3.264         | 5,5           | 2.634          | 4,4            |
|                            | Tierschutzpartei           |               |               | 968            | 1,6            |
|                            | Die PARTEI                 | 452           | 0,8           |                |                |
|                            | Piraten                    | 158           | 0,3           |                |                |
|                            | ÖDP                        | 106           | 0,2           |                |                |
|                            | P. f. schulm. Verjf.       | 32            | 0,1           |                |                |
|                            | V-Partei³                  | 188           | 0,3           |                |                |
|                            | PdH                        | 68            | 0,1           |                |                |
|                            | ABG                        | 118           | 0,2           |                |                |
|                            | APPD                       | 40            | 0,1           |                |                |
|                            | Basis                      | 227           | 0,4           |                |                |
|                            | DKP                        | 33            | 0,1           |                |                |
|                            | DIE NEUE MITTE             | 31            | 0,1           |                |                |
|                            | Volt                       | 217           | 0,4           |                |                |
|                            | Klimaliste                 | 67            | 0,1           |                |                |

## Wahl 2018
| Gegenstand der Nachweisung | Gegenstand der Nachweisung | Wahlkreis- stimmen | Wahlkreis- stimmen | Landes- stimmen | Landes- stimmen |
| Kreiswahlbewerber          | Partei                     | Anzahl             | %                  | Anzahl          | %               |
| -------------------------- | -------------------------- | ------------------ | ------------------ | --------------- | --------------- |
| Wahlberechtigte            | Wahlberechtigte            | 98.858             | 100,0              | 98.858          | 100,0           |
| Wähler                     | Wähler                     | 67.075             | 67,8               | 67.075          | 67,8            |
| Ungültige Stimmen          | Ungültige Stimmen          | 1.877              | 2,8                | 1.533           | 2,3             |
| Gültige Stimmen            | Gültige Stimmen            | 65.198             | 100,0              | 65.542          | 100,0           |
| davon                      |                            |                    |                    |                 |                 |
| Michael Reul               | CDU                        | 18.801             | 28,8               | 18.184          | 27,7            |
| Heinz Lotz                 | SPD                        | 14.076             | 21,6               | 12.206          | 18,6            |
| Günther Koch               | GRÜNE                      | 10.149             | 15,6               | 10.641          | 16,2            |
| Helge Fitz                 | LINKE                      | 2.822              | 4,3                | 3.061           | 4,7             |
| Michael Peschek            | FDP                        | 4.161              | 6,4                | 4.413           | 6,7             |
| Edwin Michel               | AfD                        | 11.129             | 17,1               | 11.602          | 17,7            |
| –                          | PIRATEN                    | –                  | –                  | 218             | 0,3             |
| Rainer Drephal             | FREIE WÄHLER               | 3.466              | 5,3                | 2.738           | 4,2             |
| –                          | NPD                        | –                  | –                  | 244             | 0,4             |
| –                          | Die Partei                 | –                  | –                  | 510             | 0,8             |
| Angela Binder              | ödp                        | 585                | 0,9                | 215             | 0,4             |
| –                          | Die Grauen                 | –                  | –                  | 118             | 0,2             |
| –                          | BüSo                       | –                  | –                  | 9               | 0,0             |
| –                          | AD-Demokraten              | –                  | –                  | 33              | 0,1             |
| –                          | Bündnis C                  | –                  | –                  | 86              | 0,1             |
| –                          | BGE                        | –                  | –                  | 89              | 0,1             |
| –                          | Die Violetten              | –                  | –                  | 69              | 0,1             |
| –                          | LKR                        | –                  | –                  | 23              | 0,0             |
| –                          | Menschliche Welt           | –                  | –                  | 46              | 0,1             |
| –                          | Die Humanisten             | –                  | –                  | 42              | 0,1             |
| –                          | Gesundheitsforschung       | –                  | –                  | 122             | 0,2             |
| –                          | Tierschutzpartei           | –                  | –                  | 726             | 1,1             |
| –                          | V-Partei³                  | –                  | –                  | 91              | 0,1             |

Neben dem direkt gewählten Wahlkreisabgeordneten Michael Reul (CDU) wurde der SPD-Kandidat Heinz Lotz über die Landesliste seiner Partei gewählt.

## Wahl 2013
| Gegenstand der Nachweisung | Gegenstand der Nachweisung | Wahlkreis- stimmen | Wahlkreis- stimmen | Landes- stimmen | Landes- stimmen |
| Kreiswahlbewerber/in       | Partei                     | Anzahl             | %                  | Anzahl          | %               |
| -------------------------- | -------------------------- | ------------------ | ------------------ | --------------- | --------------- |
| Wahlberechtigte            | Wahlberechtigte            | 99.859             | 100,0              | 99.859          | 100,0           |
| Wähler                     | Wähler                     | 71.764             | 71,9               | 71.764          | 71,9            |
| Ungültige Stimmen          | Ungültige Stimmen          | 3.028              | 4,2                | 2.260           | 3,1             |
| Gültige Stimmen            | Gültige Stimmen            | 68.736             | 100,0              | 69.504          | 100,0           |
| davon                      |                            |                    |                    |                 |                 |
| Michael Reul               | CDU                        | 32.123             | 46,7               | 28.935          | 41,6            |
| Heinz Lotz                 | SPD                        | 24.124             | 35,1               | 20.576          | 29,6            |
| Michael Pescheck           | FDP                        | 1.787              | 2,6                | 3.082           | 4,4             |
| Daniel Mack                | GRÜNE                      | 4.818              | 7,0                | 5.683           | 8,2             |
| Helge Fitz                 | LINKE                      | 3.602              | 5,2                | 3.212           | 4,6             |
| –                          | FREIE WÄHLER               | x                  | x                  | 962             | 1,4             |
| –                          | NPD                        | x                  | x                  | 1.083           | 1,6             |
| –                          | REP                        | x                  | x                  | 362             | 0,5             |
| Sven Walter                | PIRATEN                    | 1.992              | 2,9                | 1.337           | 1,9             |
| –                          | BüSo                       | x                  | x                  | 28              | 0,0             |
| –                          | ADd                        | x                  | x                  | 118             | 0,2             |
| –                          | Die Grauen                 | x                  | x                  | 86              | 0,1             |
| –                          | AfD                        | x                  | x                  | 3.463           | 5,0             |
| –                          | AVIP                       | x                  | x                  | 83              | 0,1             |
| –                          | LUPe                       | x                  | x                  | 23              | 0,0             |
| –                          | ÖDP                        | x                  | x                  | 85              | 0,1             |
| –                          | Die PARTEI                 | x                  | x                  | 346             | 0,5             |
| –                          | PSG                        | x                  | x                  | 40              | 0,1             |

Neben Michael Reul als Gewinner des Direktmandats ist aus dem Wahlkreis noch Heinz Lotz über die Landesliste in den Landtag eingezogen. Der Wahlkreis gehört zu denen mit dem höchsten Anteil an ungültigen Stimmen (4,2 %) in Hessen.

## Wahl 2009
Wahlkreisergebnis der Landtagswahl in Hessen 2009:
| Gegenstand der Nachweisung | Gegenstand der Nachweisung | Wahlkreis- stimmen | Wahlkreis- stimmen | Landes- stimmen | Landes- stimmen |
| Bewerber                   | Partei                     | Anzahl             | %                  | Anzahl          | %               |
| -------------------------- | -------------------------- | ------------------ | ------------------ | --------------- | --------------- |
| Wahlberechtigte            | Wahlberechtigte            | 100.330            | 100,0              | 100.330         | 100,0           |
| Wähler                     | Wähler                     | 60.162             | 60,0               | 60.162          | 60,0            |
| Ungültige Stimmen          | Ungültige Stimmen          | 2.201              | 3,7                | 2.016           | 3,4             |
| Gültige Stimmen            | Gültige Stimmen            | 57.961             | 100,0              | 58.146          | 100,0           |
| davon                      |                            |                    |                    |                 |                 |
| Rolf Müller                | CDU                        | 26.537             | 45,8               | 23.389          | 40,2            |
| Heinz Lotz                 | SPD                        | 15.630             | 27,0               | 12.881          | 22,2            |
| Patrick Ommert             | FDP                        | 6.585              | 11,4               | 9.639           | 16,6            |
| Daniel Mack                | GRÜNE                      | 4.894              | 08,4               | 6.338           | 10,9            |
| Ruben Müller               | LINKE                      | 2.558              | 04,4               | 2.995           | 05,2            |
| Frank Marhauer             | REP                        | 1.089              | 01,9               | 832             | 01,4            |
| –                          | FW                         | –                  | –                  | 1.028           | 01,8            |
| Frank Ullmann              | NPD                        | 668                | 01,2               | 631             | 01,1            |
| –                          | PIRATEN                    | –                  | –                  | 315             | 00,5            |
| –                          | BüSo                       | –                  | –                  | 98              | 00,2            |

Neben Rolf Müller als Gewinner des Direktmandats ist aus dem Wahlkreis noch Heinz Lotz über die Landesliste in den Landtag eingezogen.

## Wahl 2008
| Gegenstand der Nachweisung | Gegenstand der Nachweisung | Wahlkreis- stimmen | Wahlkreis- stimmen | Landes- stimmen | Landes- stimmen |
| Bewerber                   | Partei                     | Anzahl             | %                  | Anzahl          | %               |
| -------------------------- | -------------------------- | ------------------ | ------------------ | --------------- | --------------- |
| Wahlberechtigte            | Wahlberechtigte            | 100.316            | 100,0              | 100.316         | 100,0           |
| Wähler                     | Wähler                     | 63.650             | 63,4               | 63.650          | 63,4            |
| Ungültige Stimmen          | Ungültige Stimmen          | 2.368              | 3,7                | 1.954           | 3,1             |
| Gültige Stimmen            | Gültige Stimmen            | 61.282             | 100,0              | 61.696          | 100,0           |
| davon                      |                            |                    |                    |                 |                 |
| Rolf Müller                | CDU                        | 26.507             | 43,3               | 25.235          | 40,9            |
| Heinz Lotz                 | SPD                        | 20.811             | 34,0               | 21.616          | 35,0            |
| Daniel Mack                | GRÜNE                      | 3.612              | 05,9               | 3.204           | 05,2            |
| Patrick Ommert             | FDP                        | 3.718              | 06,1               | 5.139           | 08,3            |
| Frank Marhauer             | REP                        | 1.678              | 02,7               | 1.238           | 02,0            |
| Helma Göbel                | Tierschutzpartei           | 883                | 01,4               | 475             | 00,8            |
| –                          | BüSo                       | –                  | –                  | 37              | 0,1             |
| –                          | PSG                        | –                  | –                  | 12              | 0,0             |
| –                          | Volksabstimmung            | –                  | –                  | 78              | 00,1            |
| –                          | GRAUE                      | –                  | –                  | 89              | 00,1            |
| Jens Feuerhack             | LINKE                      | 2.156              | 03,5               | 2.892           | 04,7            |
| –                          | Die Violetten              | –                  | –                  | 47              | 00,1            |
| –                          | FAMILIE                    | –                  | –                  | 223             | 00,4            |
| Carsten Kauck              | FW                         | 1.357              | 02,2               | 568             | 00,9            |
| Stefan Jagsch              | NPD                        | 580                | 00,9               | 674             | 01,1            |
| –                          | PIRATEN                    | –                  | –                  | 132             | 00,2            |
| –                          | UB                         | –                  | –                  | 37              | 00,1            |

## Wahl 2003
| Gegenstand der Nachweisung | Gegenstand der Nachweisung | Wahlkreis- stimmen | Wahlkreis- stimmen | Landes- stimmen | Landes- stimmen |
| Bewerber                   | Partei                     | Anzahl             | %                  | Anzahl          | %               |
| -------------------------- | -------------------------- | ------------------ | ------------------ | --------------- | --------------- |
| Wahlberechtigte            | Wahlberechtigte            | 110.130            | 100,0              | 110.130         | 100,0           |
| Wähler                     | Wähler                     | 70.893             | 64,4               | 70.893          | 64,4            |
| Ungültige Stimmen          | Ungültige Stimmen          | 2.208              | 3,1                | 1.800           | 2,5             |
| Gültige Stimmen            | Gültige Stimmen            | 68.685             | 100,0              | 69.093          | 100,0           |
| davon                      |                            |                    |                    |                 |                 |
| Rolf Müller                | CDU                        | 38.936             | 56,7               | 36.935          | 53,5            |
| ?                          | SPD                        | 20.630             | 30,0               | 19.108          | 27,7            |
| ?                          | GRÜNE                      | 4.438              | 6,5                | 5.067           | 7,3             |
| ?                          | FDP                        | 3.514              | 5,1                | 4.604           | 6,7             |
| –                          | REP                        | –                  | –                  | 1.621           | 2,3             |
| –                          | Tierschutzpartei           | –                  | –                  | 550             | 0,8             |
| –                          | DIE FRAUEN                 | –                  | –                  | 245             | 0,4             |
| –                          | PBC                        | –                  | –                  | 144             | 0,2             |
| –                          | DKP                        | –                  | –                  | 100             | 0,1             |
| –                          | ödp                        | –                  | –                  | 79              | 0,1             |
| –                          | BüSo                       | –                  | –                  | 46              | 0,1             |
| –                          | FAG Hessen                 | –                  | –                  | 193             | 0,3             |
| –                          | PSG                        | –                  | –                  | 51              | 0,1             |
| –                          | Schill                     | –                  | –                  | 350             | 0,5             |
| Michael Pescheck           | Einzelkandidat             | 1.167              | 1,7                | –               | –               |

## Wahl 1999
| Gegenstand der Nachweisung | Gegenstand der Nachweisung | Wahlkreis- stimmen | Wahlkreis- stimmen | Landes- stimmen | Landes- stimmen |
| Bewerber                   | Partei                     | Anzahl             | %                  | Anzahl          | %               |
| -------------------------- | -------------------------- | ------------------ | ------------------ | --------------- | --------------- |
| Wahlberechtigte            | Wahlberechtigte            | 107.773            | 100,0              | 107.773         | 100,0           |
| Wähler                     | Wähler                     | 66.292             | 61,5               | 66.292          | 61,5            |
| Ungültige Stimmen          | Ungültige Stimmen          | 1.256              | 1,9                | 1.038           | 1,6             |
| Gültige Stimmen            | Gültige Stimmen            | 65.036             | 100,0              | 65.254          | 100,0           |
| davon                      |                            |                    |                    |                 |                 |
| Martina Leistenschneider   | CDU                        | 30.479             | 46,9               | 29.241          | 44,8            |
| ?                          | SPD                        | 26.698             | 41,1               | 26.962          | 41,3            |
| ?                          | GRÜNE                      | 2.761              | 4,2                | 2.971           | 4,6             |
| ?                          | F.D.P.                     | 1.978              | 3,0                | 2.372           | 3,6             |
| ?                          | REP                        | 2.853              | 4,4                | 2.710           | 4,2             |
| –                          | Die Tierschutzpartei       | –                  | –                  | 226             | 0,3             |
| –                          | DIE FRAUEN                 | –                  | –                  | 118             | 0,2             |
| –                          | PASS                       | –                  | –                  | 37              | 0,1             |
| –                          | DKP                        | –                  | –                  | 67              | 0,1             |
| –                          | BüSo                       | –                  | –                  | 6               | 0,0             |
| –                          | FWG                        | –                  | –                  | 154             | 0,2             |
| ?                          | PBC                        | 97                 | 0,1                | 85              | 0,1             |
| –                          | DHP                        | –                  | –                  | 4               | 0,0             |
| –                          | NATURGESETZ                | –                  | –                  | 37              | 0,1             |
| –                          | ödp                        | –                  | –                  | 31              | 0,1             |
| –                          | NPD                        | –                  | –                  | 110             | 0,2             |
| ?                          | BFB-Die Offensive          | 112                | 0,2                | 123             | 0,2             |
| ?                          | BPD                        | 58                 | 0,1                | –               | –               |

## Wahl 1995
| Gegenstand der Nachweisung | Gegenstand der Nachweisung | Wahlkreis- stimmen | Wahlkreis- stimmen | Landes- stimmen | Landes- stimmen |
| Bewerber                   | Partei                     | Anzahl             | %                  | Anzahl          | %               |
| -------------------------- | -------------------------- | ------------------ | ------------------ | --------------- | --------------- |
| Wahlberechtigte            | Wahlberechtigte            | 104.940            | 100,0              | 104.940         | 100,0           |
| Wähler                     | Wähler                     | 69.542             | 66,3               | 69.542          | 66,3            |
| Ungültige Stimmen          | Ungültige Stimmen          | 2.064              | 3,0                | 2.159           | 3,1             |
| Gültige Stimmen            | Gültige Stimmen            | 67.478             | 100,0              | 67.383          | 100,0           |
| davon                      |                            |                    |                    |                 |                 |
| ?                          | SPD                        | 26.490             | 39,3               | 25.223          | 37,4            |
| Martina Leistenschneider   | CDU                        | 30.338             | 45,0               | 28.802          | 42,7            |
| ?                          | GRÜNE                      | 5.217              | 7,7                | 5.928           | 8,8             |
| ?                          | F.D.P.                     | 3.045              | 4,5                | 4.104           | 6,1             |
| –                          | ÖDP                        | –                  | –                  | 93              | 0,1             |
| –                          | GRAUE                      | –                  | –                  | 199             | 0,3             |
| ?                          | REP                        | 2.049              | 3,0                | 2.027           | 3,0             |
| –                          | Solidarität                | –                  | –                  | 9               | 0,0             |
| –                          | APD                        | –                  | –                  | 170             | 0,3             |
| –                          | DKP                        | –                  | –                  | 78              | 0,1             |
| ?                          | NPD                        | 339                | 0,5                | 288             | 0,4             |
| –                          | DHP                        | –                  | –                  | 12              | 0,0             |
| –                          | f.NEP                      | –                  | –                  | 55              | 0,1             |
| –                          | NATURGESETZ                | –                  | –                  | 101             | 0,1             |
| –                          | BFB                        | –                  | –                  | 110             | 0,2             |
| –                          | PBC                        | –                  | –                  | 123             | 0,2             |
| –                          | STATT Partei               | –                  | –                  | 61              | 0,1             |

## Wahl 1991
| Gegenstand der Nachweisung | Gegenstand der Nachweisung | Wahlkreis- stimmen | Wahlkreis- stimmen | Landes- stimmen | Landes- stimmen |
| Bewerber                   | Partei                     | Anzahl             | %                  | Anzahl          | %               |
| -------------------------- | -------------------------- | ------------------ | ------------------ | --------------- | --------------- |
| Wahlberechtigte            | Wahlberechtigte            | 101.482            | 100,0              | 101.482         | 100,0           |
| Wähler                     | Wähler                     | 72.787             | 71,7               | 72.787          | 71,7            |
| Ungültige Stimmen          | Ungültige Stimmen          | 2.081              | 2,9                | 1.893           | 2,6             |
| Gültige Stimmen            | Gültige Stimmen            | 70.706             | 100,0              | 70.894          | 100,0           |
| davon                      |                            |                    |                    |                 |                 |
| Martina Leistenschneider   | CDU                        | 31.846             | 45,0               | 30.713          | 43,3            |
| ?                          | SPD                        | 30.571             | 43,2               | 28.793          | 40,6            |
| ?                          | GRÜNE                      | 3.785              | 5,4                | 4.637           | 6,5             |
| ?                          | F.D.P.                     | 4.504              | 6,4                | 4.649           | 6,6             |
| –                          | REP                        | –                  | –                  | 1.403           | 2,0             |
| –                          | DIE GRAUEN                 | –                  | –                  | 345             | 0,5             |
| –                          | ÖDP                        | –                  | –                  | 226             | 0,3             |
| –                          | PBC                        | –                  | –                  | 128             | 0,2             |

## Wahl 1987
|                   | Partei            | Anzahl | %     |
| ----------------- | ----------------- | ------ | ----- |
| Wahlberechtigte   | Wahlberechtigte   | 97.208 | 100,0 |
| Wähler            | Wähler            | 80.136 | 82,4  |
| Ungültige Stimmen | Ungültige Stimmen | 952    | 1,2   |
| Gültige Stimmen   | Gültige Stimmen   | 79.184 | 100,0 |
| davon             |                   |        |       |
| Vera Rüdiger      | SPD               | 31.010 | 39,2  |
| Rolf Müller       | CDU               | 35.953 | 45,4  |
| Eberhard Weghorn  | F.D.P.            | 6.367  | 8,0   |
| ?                 | GRÜNE             | 5.584  | 7,1   |
| ?                 | DKP               | 270    | 0,3   |

## Wahl 1983
|                      | Partei            | Anzahl | %     |
| -------------------- | ----------------- | ------ | ----- |
| Wahlberechtigte      | Wahlberechtigte   | 94.432 | 100,0 |
| Wähler               | Wähler            | 80.119 | 84,8  |
| Ungültige Stimmen    | Ungültige Stimmen | 903    | 1,1   |
| Gültige Stimmen      | Gültige Stimmen   | 79.216 | 100,0 |
| davon                |                   |        |       |
| Rolf Müller          | CDU               | 33.985 | 42,9  |
| Vera Rüdiger         | SPD               | 36.015 | 45,5  |
| Peter Völker         | GRÜNE             | 3.460  | 4,4   |
| Eberhard Weghorn     | F.D.P.            | 5.288  | 6,7   |
| Otto Silberling      | DKP               | 181    | 0,2   |
| Dorothea Radermacher | LD                | 213    | 0,3   |
| Gerhard Schumacher   | DS                | 74     | 0,1   |

## Bisherige Abgeordnete
Direkt gewählte Abgeordnete des Wahlkreises Main-Kinzig III waren:
| Jahr | Direktkandidat           | Partei | Erststimmen in % |
| ---- | ------------------------ | ------ | ---------------- |
| 2023 | Michael Reul             | CDU    | 36,6             |
| 2018 | Michael Reul             | CDU    | 28,8             |
| 2013 | Michael Reul             | CDU    | 46,7             |
| 2009 | Rolf Müller              | CDU    | 45,8             |
| 2008 | Rolf Müller              | CDU    | 43,3             |
| 2003 | Rolf Müller              | CDU    | 56,7             |
| 1999 | Martina Leistenschneider | CDU    | 46,9             |
| 1995 | Martina Leistenschneider | CDU    | 45,0             |
| 1991 | Martina Leistenschneider | CDU    | 45,0             |
| 1987 | Rolf Müller              | CDU    | 45,4             |
| 1983 | Vera Rüdiger             | SPD    | 45,5             |